# Insuficiencia circulatoria

Insuficiencia circulatoria

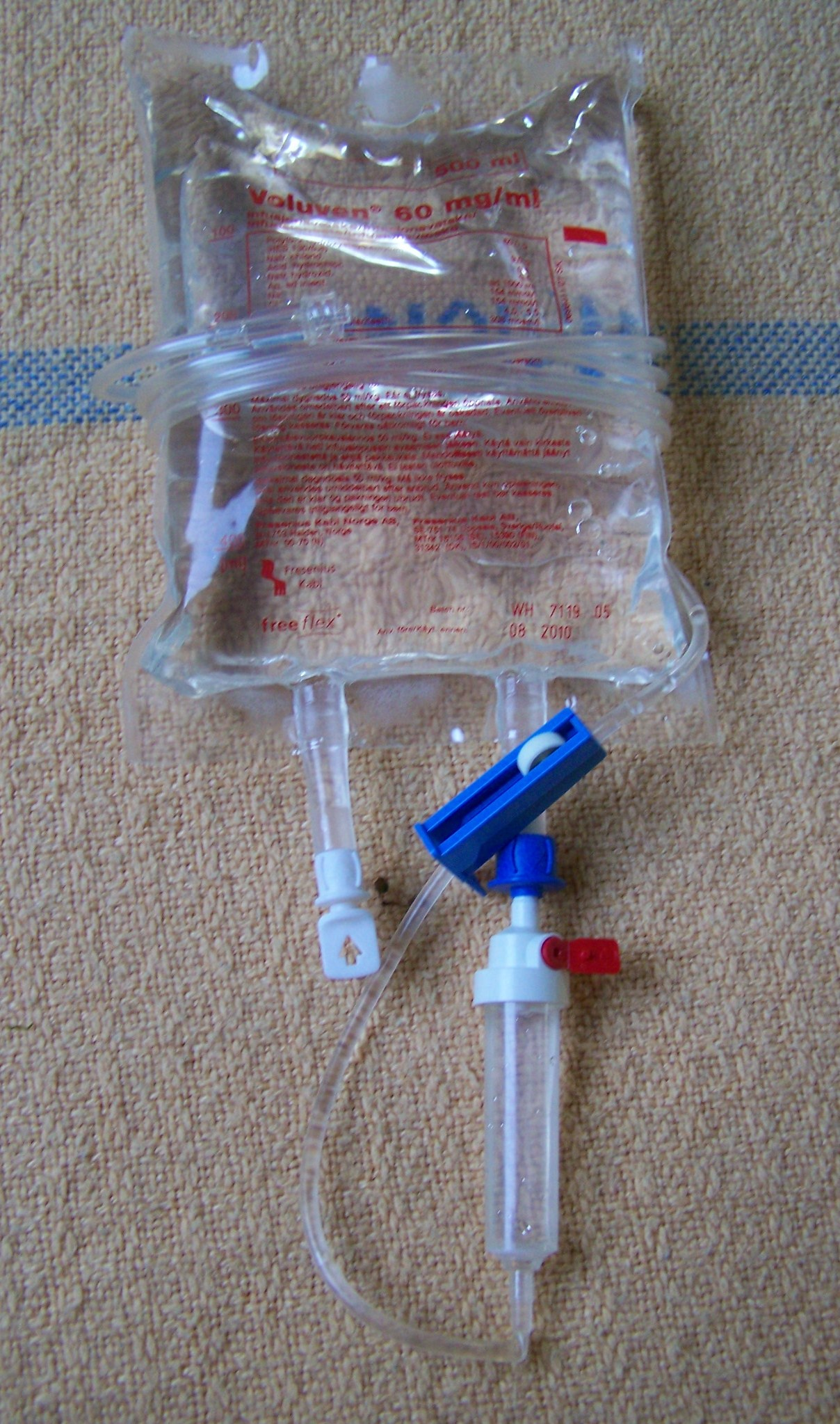
Hidroxietil-almidón

El colapso cardiovascular, colapso circulatorio o insuficiencia circulatoria es un término médico que se refiere a la incapacidad del sistema circulatorio de aportar sangre oxigenada a los tejidos del cuerpo para sus necesidades biológicas. Puede producirse de manera progresiva o crónica, así como puede ser un evento súbito, en cuyo caso se denomina insuficiencia circulatoria aguda. Si bien los mecanismos, causas y síndromes clínicos son diferentes, la patogénesis es la misma: el sistema circulatorio falla en mantener el suministro de oxígeno y otros nutrientes a los tejidos y para eliminar el dióxido de carbono y otros metabolitos de ellos.  El fallo puede ser hipovolémico, distributivo.
Una causa común de esto podría ser un choque o un trauma derivado de una lesión o cirugía.
Un fallo generalizado es aquel que se produce en un amplio rango de lugares en el cuerpo, tales como choque sistémico después de la pérdida de una gran cantidad de sangre colapsando todos los sistemas circulatorios en las piernas. Una falla específica puede remontarse a un punto particular, tal como un coágulo.

## Insuficiencia circulatoria central
El colapso circulatorio cardíaco afecta a los vasos del corazón, tales como la aorta y es casi siempre fatal. Se denomina en ocasiones insuficiencia circulatoria «aguda».

## Insuficiencia circulatoria periférica
El colapso circulatorio periférico implica arterias periféricas y venas en el cuerpo y puede causar gangrena, fallo orgánico u otras complicaciones graves. Esta forma es a veces llamada insuficiencia vascular periférica, choque (o shock) o cierre vascular periférico.
Una forma más leve o preliminar de un colapso circulatorio es la insuficiencia circulatoria.

## Etiología
Las principales causas de una insuficiencia circulatoria son una función cardíaca comprometida, trastornos a nivel de los vasos sanguíneos y un volumen circulante disminuido o hipovolemia. La bomba cardíaca puede presentar trastornos en la frecuencia cardíaca, en la contractilidad del músculo cardíaco o por defectos en el volumen de precarga o poscarga en oposición al vacío del ventrículo izquierdo. La vasoconstricción, vasodilatación o vasoplejía son algunos de los trastornos de los vasos sanguíneos que pueden comprometer la circulación sanguínea.
Una amplia variedad de condiciones médicas pueden causar un colapso circulatorio. Estos incluyen, pero no están limitados, a:
- Cirugía, especialmente en pacientes que han perdido sangre.
- Coágulos sanguíneos, incluyendo el uso de algunos fármacos con factor activador de plaquetas en algunos animales y los seres humanos
- Fiebre del dengue
- Choque (shock)
- Enfermedad cardíaca
- Síndrome de la arteria mesentérica superior
- Medicamentos que afectan la presión arterial
- Beber agua de mar[5]

## Cuadro clínico
Los efectos de un colapso circulatorio varían en función del tipo de colapso que es. El colapso periférico por lo general implica tensión arterial anormalmente baja y el resulta en las arterias y/o venas colapsadas, lo que lleva a la privación de oxígeno a los tejidos, órganos y extremidades.
Colapso agudo puede ser el resultado de insuficiencia cardíaca haciendo que los vasos principales del corazón colapsen, tal vez combinado con un paro cardíaco.
| Parámetro                                 | Normal                                     | Leve                                          | Severo                                        |
| ----------------------------------------- | ------------------------------------------ | --------------------------------------------- | --------------------------------------------- |
| Color de la piel                          | Sonrosado                                  | Palidez                                       | Cianótico                                     |
| Temperatura de la piel                    | Tibia                                      |                                               | Fría                                          |
| LLenado capilar                           | < 3 s                                      | lento 3-5 s                                   | > 5 s                                         |
| Pulso - Presencia - Frecuencia - Amplitud | Normal: - Presente - Lleno - Acorde a edad | Leve: - Palpable - Débil, vacío - Taquifigmia | Patológico: - Ausente - Impalpable - Variable |
| Tensión arterial                          | Acorde a edad                              | Sistólica: baja Diastólica: alta              | Baja o no medible                             |
| Diuresis                                  | 1-1.5 cc/kg/h                              | 0.5-1 cc/kg/h                                 | < 0.5 cc/kg/h                                 |
|                                           |                                            |                                               |                                               |
| Cianosis cutánea                          | Pulso radial                               | Medición de orina                             | Flujo sanguíneo                               |

## Tratamiento
El tratamiento debe ocurrir sin prórroga, dependiendo de la causa. En patologías de la bomba cardíaca que demuestre una fracción de eyección de la sangre menor al 50 % o una fracción de acortamiento del músculo cardíaco mayor del 35 % se suele administrar un medicamento inotrópico o digitálicos. Si hay alteraciones de ritmo cardíaco se sigue un tratamiento médico. Por lo general se emplea la atropina, adrenalina o dobutamina para disminuciones de la frecuencia cardíaca y digitálicos, amiodarona o adenosina más cardioversión en la frecuencia cardíaca elevada. Para trastornos de la conducción eléctrica del corazón como bloqueos, puede ser necesaria la colocación de marcapasos. Para mejorar la precarga se debe restituir el volumen circulante y en la poscarga se corrige el trastorno de base, como una coartación o estenosis aórtica, una aneurisma o la hipertensión arterial.